# ضعف الارتفاق العاني
ضعف الارتفاق العاني هي حالة ينتج عنها حركة المفرطة للارتفاق العاني، إما الأمامي أو الجانبي، وكذلك الألم المرتبط، ربما بسبب عدم الاتساق مع الحوض. السبب الأكثر شيوعا هو الحمل والولادة، ويتم تشخيصها في ما يقارب من 1 من كل 300 حالة حمل، على الرغم من أن بعض التقديرات تصل إلى 1 لكل 50.

## الأعراض
الأعراض الرئيسية هي عادة الألم أو عدم الراحة في منطقة الحوض، وعادة ما تركز على المفصل في الجزء الأمامي من الحوض (العانة). يقول بعض المصابين أنهم قادرون على سماع صوت العظام ويشعرون بانحراف العانة والمفاصل. يعاني المتضررون في كثير من الأحيان من ألم في أسفل الظهر، الوركين، الفخذ، أسفل البطن، والساقين. شدة الألم يمكن أن تتراوح من الانزعاج الخفيف إلى الألم الشديد الذي يتداخل مع الأنشطة الروتينية، والحياة الاجتماعية والمهنية، والنوم.

## التشخيص
وعادة ما يتم التشخيص من الأعراض، والتاريخ المرضي، والفحص البدني وحده. بعد الحمل، يتم عمل التصوير بالرنين المغناطيسي، والأشعة السينية، والموجات فوق الصوتية، والمسح الضوئي. عادة ما يذهب المرضي في البداية إلي أخصائي تقويم العظام، أو طبيب عام، أو أخصائي العلاج الطبيعي. عند رؤية أخصائي الصحة، يجب أن يتوقع المرضى تلقي فحص بدني شامل لاستبعاد مشاكل العمود الفقري مثل القرص المتدلي أو اختلال مفصل الحوض أو العانة، أو غير ذلك مثل تشنجات العضلات، أو التهاب المسالك البولية

## العلاج
في حين لا يوجد دليل في الطب لدعم أي علاج معين، الدعامة الأساسية للعلاجات المقبولة حاليا هي استخدام العكازات، وأجهزة دعم الحوض وتخفيف الآلام المنصوص عليها. وسوف تحل غالبية المشاكل تلقائيا بعد الولادة. هناك نوعان من دراسات الحالة التي تظهر الحد من الألم والخلل مع الرعاية بتقويم العمود الفقري.
العلاج الطبيعي - وخاصة المتخصص في علاج الحوض - يمكن أن يساعد في تقنيات تخفيف الآلام، وتوفير العلاج اليدوي للتخفيف من تشنجات العضلات ذات الصلة، وإدارة بروتوكولات ممارسة الرياضة.

### التدخلات الدوائية
ولا يعتبر من الصحيح عادة تناول الدواء المضاد للالتهابات أثناء الحمل، الأمر الذي يجعل هذه الحالة صعبة للغاية. ولذلك عادة ما يوصف المرضى في كثير من الأحيان 30 ملغ أو 60 ملغم من فوسفات الكوديين التي ينبغي اتخاذها بالاقتران مع 1 غ باراسيتامول، أربع مرات في اليوم. ومع ذلك، فإن فوسفات الكوديين هو مخدر، وعلى هذا النحو يحمل خطر علي الجهاز التنفسي في المولود الجديد إذا تم تعاطيه بالقرب من وقت الولادة. ولذلك، فإنه عادة ما يعتبر من المستحسن التوقف عن أخذ كودين الفوسفات 2-4 أسابيع قبل التاريخ المقدر للولادة. وتشمل الأدوية الأخرى الشائعة الاستخدام عن طريق الفمالمورفين.